# Pedro Checa
Pedro Fernández Checa (Albalat de la Ribera, Valencia, España, 1910 - México, 6 de agosto de 1942), más conocido como Pedro Checa, fue un político comunista español.

## Biografía

### Primeros años
Nació en Albalat de la Ribera, provincia de Valencia. Hizo estudios de técnico industrial y trabajó como delineante. Pasó por Sevilla, donde tuvo contacto con el que luego sería el secretario general del partido, José Díaz. En Madrid se integró en un pequeño grupo izquierdista que publicaba un periódico denominado Rebelión, del que también formaba parte Manuel Navarro Ballesteros (que posteriormente dirigiría Mundo Obrero). Adquirió en este grupo cierto bagaje teórico e ingresó con el resto de su organización en el Partido Comunista de España poco antes de la proclamación de la Segunda República Española, gracias a la influencia de José Díaz. Checa tenía una gran capacidad de trabajo, así como una enorme timidez. Durante su militancia en el PCE siempre tuvo una reputación de persona honesta y trabajadora, siendo una de las personas más apreciadas por los militantes.
A pesar de su juventud, se incorporó al Comité Central del partido en 1932 tras la defenestración de José Bullejos por parte de la Komintern y el acceso a la secretaría general de José Díaz. En 1935, por indicación de la Komintern, fue nombrado secretario de organización (no obstante,Gregorio Morán indica varias veces que cuando la Komintern ordena el nombramiento de Checa como secretario de organización del PCE, este no era ni siquiera suplente del Comité Central).

### Guerra Civil
Durante la guerra civil española lideró el PCE, junto con Pasionaria, debido a la enfermedad que sufría el secretario general, José Díaz. En noviembre de 1936, al producirse la evacuación del gobierno a Valencia, el Buró Político del PCE (la dirección del partido) permaneció en Madrid (a diferencia de las direcciones del resto de partidos) y Checa negoció con el general Miaja, junto con Antonio Mije, la participación de los comunistas en la Junta de Defensa de Madrid (se hicieron con tres consejerías, las de Guerra, Abastecimientos y Orden Público, en las personas de Antonio Mije, Pablo Yagüe y Santiago Carrillo, respectivamente; Yagüe en representación de la UGT y Carrillo en la de las Juventudes Socialistas Unificadas).
Para entonces, Checa trabajaba ya para los servicios secretos soviéticos, la NKVD y, como secretario de organización, era también el responsable del aparato secreto o ilegal del partido, compuesto de "cuadros especiales" que, por ejemplo, se habían curtido ya en la eliminación de falangistas. También era el enlace la NKVD. Como tal, diversos autores le han responsabilizado de haber ordenado las masacres de Paracuellos, como Ángel Viñas (que afirma que ordenó los asesinatos masivos por orden o sugerencia de la NKVD): "su responsabilidad tanto en el chispazo inicial como en la supervisión y vigilancia de la operación es innegable". Julius Ruiz, por su parte, sin implicar directamente a Checa, sostiene que los asesinatos fueron gestionados y promovidos fundamentalmente por españoles, con los soviéticos como simple apoyo. Durante la contienda propuso organizar grupos guerrilleros con los fugados de las zonas ocupadas por los sublevados, aunque hasta septiembre de 1937 no le dejaron organizar con estas fuerzas el XIV Cuerpo de Ejército Guerrillero. En la faceta de dirigente comunista, Checa fue uno de los interlocutores del PCE en las conversaciones, finalmente fallidas, que se llevaron a cabo con el PSOE para abordar la fusión de ambas organizaciones.
Al producirse la derrota en la batalla del Ebro y la llegada de las tropas de Franco al Mediterráneo, Checa permaneció en Madrid, con Giorla, Hernández, Diéguez, Mije, mientras que el centro principal de la dirección comunista se instalaba en Barcelona. Cuando se produjo la caída de Cataluña, ante la ausencia de José Díaz, Checa, Dolores Ibárruri y Manuel Delicado formaron un secretariado de tres miembros que tomó la dirección del partido y se instaló en las inmediaciones del gobierno. Tras el retorno del gobierno a la zona centro-sur, el 12 de febrero de 1939, la dirección del PCE se instaló en Elda (en la denominada Posición Dakar, cercana a la Posición Yuste, que ocupaba el gobierno). Al tiempo, las tensiones dentro del campo republicano entre los partidarios de la continuación de la guerra y los de la negociación se incrementaron, y Checa fue uno de los dirigentes del PCE que comenzaron a hacer preparativos para afrontar una posible sublevación militar. Simultáneamente, reiteró su apoyo al presidente Negrín y su política de resistencia a ultranza: formó parte de la delegación del partido que, encabezada por Pasionaria visitó al presidente para expresarle su respaldo y le propuso, por intermedio del coronel Cordón, una serie de nombramientos militares que permitiera mantener en manos fiables el ejército y la flota para preparar la evacuación de los dirigentes republicanos, civiles y militares.
Sin embargo, el 4 de marzo se produjo una insurrección antigubernamental en la base naval de Cartagena que rápidamente devino en sublevación profranquista, que fue reducida en dos días por la 206.ª Brigada Mixta, al mando de Artemio Precioso. El día 5 Checa, Claudín y Togliatti y otros dirigentes comunistas se desplazaron al puesto de mando de la 206.ª Brigada para insistir en la necesidad de reducir la rebelión. El 6 de marzo se produjo el golpe de Estado del coronel Casado, lo que originó la huida definitiva del gobierno desde la base aérea de Monóvar. La plana mayor del PCE se encontraba concentrada en las inmediaciones y realizó una reunión de urgencia en la cual se acordó también abandonar el país por avión, lo que llevaron a cabo entre el 6 y el 7 de marzo. Sólo permaneció en España Checa, junto con Fernando Claudín y Palmiro Togliatti, con el objetivo de evacuar a todos los cuadros comunistas que pudieran localizar y de mantener una estructura clandestina del PCE. Sin embargo, no pudieron contactar con unidades militares comunistas para oponerse a la rebelión debido a que fueron detenidos por fuerzas casadistas y trasladados a la cárcel de Alicante. Allí fueron puestos en libertad tras apelar al comandante local del SIM, Prudencio Sayagués, antiguo amigo de Claudín de los tiempos de la FUE, que los trasladó a Albacete. Perseguidos por los casadistas, Checa envió instrucciones a Madrid para que las tropas dirigidas por los comunistas negociaran con los partidarios de Casado, que no fueron obedecidas, y fueron capaces de publicar el día 12 una declaración pública en nombre del Buró Político del PCE (si bien Jesús Hernández, dirigente comunista también y comisario del Grupo de Ejércitos de la zona centro-sur, que se hallaba luchando también contra los sublevados, se les había adelantado, formando un nuevo Buró Político y publicando un manifiesto en nombre de la nueva dirección el día 9). Los intentos de reducir la sublevación, especialmente en Madrid, fueron baldíos y la moral de los cuadros y militantes comunistas se desmoronó. Durante los últimos días de la guerra, se intentó organizar el partido para la clandestinidad, con una nueva dirección con Jesús Larrañaga al frente.

### Exilio
El 24 de marzo, Checa ordenó a Artemio Precioso que sus tropas tomasen al asalto la escuela de vuelo de Totana. Los últimos dirigentes comunistas que quedaban en España, Checa, Hernández, Claudín y Togliatti, partieron en los aviones disponibles hacia la Argelia francesa, poco antes de que se llevase a cabo la entrega pactada de la aviación republicana a Franco. Tomaron tierra en Orán. De ahí fueron enviados a Francia, desde donde embarcó hacia la Unión Soviética con otros dirigentes comunistas el 17 de mayo. Allí, participó en las reuniones que se llevaron a cabo entre la Komintern y la dirección del PCE para dilucidar las causas de la derrota. Checa fue el autor de uno de los informes describiendo los últimos días de la guerra, que Gregorio Morán describe como un "blando análisis". Las resoluciones, tanto de la Komintern como del comité central del PCE, cargaron las tintas sobre Checa, Togliatti, Uribe y Hernández, a los que se acusó de ser los responsables de no haber estado en condiciones de oponerse al golpe de Casado. Existía el interés por parte de la Komintern de eximirse de toda responsabilidad y de salvaguardar a Pasionaria, de quien se preveía que debía sustituir como secretario general a Díaz, gravemente enfermo. Las conclusiones, sin embargo, no se tradujeron en degradaciones o expulsiones. Por otra parte, Checa formó parte también de la comisión que formaron la Komintern y la dirección del PCE para la distribución de los emigrados comunistas españoles en la Unión Soviética.
A finales de julio fue enviado de nuevo a Francia. Se encontraba en este país cuando se produjo la firma del pacto entre la Alemania nazi y los soviéticos en agosto de 1939, que produjo la ilegalización de los partidos comunista francés y español. A finales del año, pudo salir del país, rumbo a América, por orden de Victorio Codovilla. Primero se instaló en Cuba, que mantenía comunicaciones marítimas con la España franquista, lo que favorecía el contacto con el interior. Poco después se desplazó a México. Allí vivió bajo una identidad falsa (Pedro Fernández Izquierdo), que había obtenido en la isla antillana. Aunque no formó parte del secretariado americano del PCE, asistió a sus reuniones, dedicándose a la organización del partido y a las misiones que le hubiera encargado la Komintern en América Latina. Sus actividades en México son poco conocidas, pero existen informaciones que le involucran en el asesinato de Trotski (según un informe confidencial enviado por una militante comunista a la dirección del PCE en Moscú, en relación con Checa y al asesinato del dirigente comunista: "El partido [en México] ha sido informado de que la policía [mexicana] tiene un archivo en el que se registra detalladamente la actividad de los camaradas españoles. Sobre Checa está registrado que trabaja por encargo de la GPU, que tiene en sus manos todos los hilos de la conspiración y que vive con otro nombre"). No obstante, la salud de Checa era delicada desde que durante la Guerra Civil había contraído la tuberculosis. A partir de marzo de 1941 no abandonó la cama debido a su precario estado de salud. Murió el 6 de agosto de 1942 a consecuencia de las complicaciones de una apendicectomía. La primera guardia de honor a su cadáver la hicieron Joan Comorera, Antonio Mije, Ángel Álvarez y Federico Melchor.

## Obras
- Checa, P. (1937). Qué es y cómo funciona el Partido Comunista. Madrid: Ediciones Europa-América. Archivado desde el original el 27 de febrero de 2014. Consultado el 23 de febrero de 2014.